# Amphiura annulifera
Amphiura annulifera is een slangster uit de familie Amphiuridae.
De wetenschappelijke naam van de soort werd in 1924 gepubliceerd door Theodor Mortensen.